# تندیس زرین بهترین صدای فیلم جشن سینمای ایران

## فهرست برندگان بهترین صدای فیلم (صدابرداری، صداگذاری و میکس)
|                | رشته            | صدابردار          | فیلم                      |
| -------------- | --------------- | ----------------- | ------------------------- |
| ۱۳۷۶ (دوره ۱)  | صدا             | اصغر شاهوردی      | لیلا                      |
| ۱۳۷۶ (دوره ۱)  | صدا             | جهانگیر میرشکاری  | لیلا                      |
| ۱۳۷۷ (دوره ۲)  | صدا             | حسن زاهدی         | بودن یا نبودن             |
| ۱۳۷۷ (دوره ۲)  | صدا             | مسعود بهنام       | بودن یا نبودن             |
| ۱۳۷۸ (دوره ۳)  | صدابرداری       | بهمن بنی‌اردلان    | هیوا                      |
| ۱۳۷۸ (دوره ۳)  | صداگذاری و میکس | محمدرضا دلپاک     | رنگ خدا                   |
| ۱۳۷۹ (دوره ۴)  | صدابرداری       | جهانگیر میرشکاری  | متولد ماه مهر             |
| ۱۳۷۹ (دوره ۴)  | صدابرداری       | مهران ملکوتی      | متولد ماه مهر             |
| ۱۳۷۹ (دوره ۴)  | صداگذاری و میکس | محمدرضا دلپاک     | زیر پوست شهر              |
| ۱۳۸۰ (دوره ۵)  | صدابرداری       | اصغر شاهوردی      | موج مرده                  |
| ۱۳۸۰ (دوره ۵)  | صداگذاری و میکس | محمدرضا دلپاک     | باران                     |
| ۱۳۸۱ (دوره ۶)  | صدابرداری       | محمود سماک‌باشی    | زندان زنان                |
| ۱۳۸۱ (دوره ۶)  | صداگذاری و میکس | اسحاق خانزادی     | نگین                      |
| ۱۳۸۲ (دوره ۷)  | صدابرداری       | حسن زاهدی         | رقص در غبار               |
| ۱۳۸۲ (دوره ۷)  | صداگذاری و میکس | مسعود بهنام       | فرش باد                   |
| ۱۳۸۳ (دوره ۸)  | صدابرداری       | بهمن بنی‌اردلان    | لاک‌پشت‌ها هم پرواز می‌کنند  |
| ۱۳۸۳ (دوره ۸)  | صداگذاری و میکس | محمدرضا دلپاک     | رسم عاشق‌کشی               |
| ۱۳۸۴ (دوره ۹)  | صدابرداری       | بهمن بنی‌اردلان    | دوئل                      |
| ۱۳۸۴ (دوره ۹)  | صداگذاری و میکس | مسعود بهنام       | دوئل                      |
| ۱۳۸۴ (دوره ۹)  | صداگذاری و میکس | حمید نقیبی        | دوئل                      |
| ۱۳۸۵ (دوره ۱۰) | صدابرداری       | حسن زاهدی         | چهارشنبه‌سوری              |
| ۱۳۸۵ (دوره ۱۰) | صداگذاری و میکس | جهانگیر میرشکاری  | جایی در دوردست            |
| ۱۳۸۶ (دوره ۱۱) | صدابرداری       | یدالله نجفی       | خون‌بازی                   |
| ۱۳۸۶ (دوره ۱۱) | صداگذاری و میکس | مسعود بهنام       | اتوبوس شب                 |
| ۱۳۸۶ (دوره ۱۱) | صداگذاری و میکس | حسین ابوالصدق     | اتوبوس شب                 |
| ۱۳۸۷ (دوره ۱۲) | صدابرداری       | عباس رستگارپور    | فرزند خاک                 |
| ۱۳۸۷ (دوره ۱۲) | صداگذاری و میکس | محمدرضا دلپاک     | خاک آشنا                  |
| ۱۳۸۷ (دوره ۱۲) | صداگذاری و میکس | رضا نریمی‌زاده     | خاک آشنا                  |
| ۱۳۸۸ (دوره ۱۳) |                 | جایزه‌ای اهدا نشد. | جایزه‌ای اهدا نشد.         |
| ۱۳۸۹ (دوره ۱۴) | صدابرداری       | محمود سماک‌باشی    | وقتی همه خوابیم           |
| ۱۳۸۹ (دوره ۱۴) | صداگذاری و میکس | محسن روشن         | کودک و فرشته              |
| ۱۳۹۰ (دوره ۱۵) | صدابرداری       | مهران ملکوتی      | خیابان‌های آرام            |
| ۱۳۹۰ (دوره ۱۵) | صداگذاری و میکس | امیرحسین قاسمی    | اینجا بدون من             |
| ۱۳۹۳ (دوره ۱۶) | صدابرداری       | عباس رستگارپور    | ملکه                      |
| ۱۳۹۳ (دوره ۱۶) | صداگذاری و میکس | امیرحسین قاسمی    | ملکه                      |
| ۱۳۹۴ (دوره ۱۷) | صدابرداری       | پرویز آبنار       | ماهی و گربه               |
| ۱۳۹۴ (دوره ۱۷) | صداگذاری و میکس | امیرحسین قاسمی    | در دنیای تو ساعت چند است؟ |
| ۱۳۹۵ (دوره ۱۸) | صدابرداری       | امین میرشکاری     | ابد و یک روز              |
| ۱۳۹۵ (دوره ۱۸) | صداگذاری و میکس | آرش قاسمی         | خشم و هیاهو               |
| ۱۳۹۶ (دوره ۱۹) | صدابرداری       | بابک اردلان       | رگ خواب                   |
| ۱۳۹۶ (دوره ۱۹) | صداگذاری و میکس | بهمن اردلان       | رگ خواب                   |
| ۱۳۹۷ (دوره ۲۰) | صدابرداری       | رشید دانشمند      | پل خواب                   |
| ۱۳۹۷ (دوره ۲۰) | صداگذاری و میکس | علیرضا علویان     | به وقت شام                |